# Колодин, Андрей Иванович
Андрей Иванович Колодин (18 августа 1923, Тамбовская область — 17 марта 1995, Севастополь) — подполковник Советской Армии, участник Великой Отечественной войны, Герой Советского Союза (1945).

## Биография
Андрей Колодин родился 18 августа 1923 года в селе Беломестная Криуша (ныне — Тамбовский район Тамбовской области). Окончил два курса Тамбовского вагоностроительного техникума. В 1940 году Колодин был призван на службу в Рабоче-крестьянскую Красную Армию. В 1943 году он окончил Тамбовскую военную авиационную школу пилотов. С марта 1944 года — на фронтах Великой Отечественной войны.
К концу войны лейтенант Андрей Колодин был старшим лётчиком 565-го штурмового авиаполка 224-й штурмовой авиадивизии 8-й воздушной армии 4-го Украинского фронта. За время своего участия в боях он совершил 157 боевых вылетов на штурмовку скоплений боевой техники и живой силы противника, нанеся тому большие потери.
Указом Президиума Верховного Совета СССР от 18 августа 1945 года лейтенант Андрей Колодин был удостоен звания Героя Советского Союза с вручением ордена Ленина и медали «Золотая Звезда».
После окончания войны Колодин продолжил службу в Советской Армии. В 1960 году в звании подполковника он был уволен в запас. Проживал в Севастополе, работал Севастопольском высшем военно-морском инженерном училище. 
Умер 17 марта 1995 года. Похоронен в Севастополе на кладбище Кальфа.

## Награды
- Медаль «Золотая Звезда» Героя Советского Союза;
- орден Ленина;
- два ордена Красного Знамени;
- два ордена Отечественной войны 1-й степени;
- два ордена Красной Звезды;
- медали.